# Banapur
Banapur é uma cidade e uma notified area committee no distrito de Khordha, no estado indiano de Orissa.

## Geografia
Banapur está localizada a 19° 47′ N, 85° 11′ L. Tem uma altitude média de 1 metros (3 pés).

## Demografia
Segundo o censo de 2001, Banapur tinha uma população de 16,437 habitantes. Os indivíduos do sexo masculino constituem 51% da população e os do sexo feminino 49%. Banapur tem uma taxa de literacia de 69%, superior à média nacional de 59.5%; com 56% para o sexo masculino e 44% para o sexo feminino. 13% da população está abaixo dos 6 anos de idade.